# Pauesia
Pauesia is een geslacht van insecten uit de orde vliesvleugeligen (Hymenoptera) en de familie schildwespen (Braconidae).

## Soorten
Deze lijst van 81 stuks is mogelijk niet compleet.
- P. abietis (Marshall, 1896)
- P. ahtanumensis Pike & Stary, 1996
- P. akamatsucola Takada, 1968
- P. alpina Stary, 1966
- P. anatolica Michelena, Assael & Mendel, 2005
- P. antennata (Mukerji, 1950)
- P. arcuata Stary & Raychaudhuri, 1982
- P. bicolor (Ashmead, 1889)
- P. bizarrii Samanta & Raychaudhuri, 1984
- P. californica (Ashmead, 1889)
- P. cedrobii Stary & Leclant, 1977
- P. cinaravora Marsh, 1991
- P. columbiana Pike & Stary, 2002
- P. confusa Samanta & Raychaudhuri, 1984
- P. cupressobii (Stary, 1960)
- P. decurrens Stary & Zuparko, 2005
- P. gillettei (Gahan, 1911)
- P. goidanichi Stary, 1966
- P. grossa (Fahringer, 1937)
- P. gulmargensis Bhagat, 1981
- P. gwangleungensis Stary, 2001
- P. hazratbalensis Bhagat, 1981
- P. himalayensis Bhagat, 1981
- P. holmani Stary, 2001
- P. hundungensis Paonam & Singh, 1986
- P. indica Stary, 1977
- P. infulata (Haliday, 1834)
- P. inouyei (Watanabe, 1941)
- P. japonica (Ashmead, 1906)
- P. jezoensis (Watanabe, 1941)
- P. juniperaphidis (Gahan, 1911)
- P. juniperina Stary, 1979
- P. juniperorum (Stary, 1960)
- P. konoi (Watanabe, 1941)
- P. koraiensis Stary, 2001
- P. kunashirensis Davidian, 2007
- P. kunmingensis Dong, 1988
- P. labanensis Samanta, Pramanik & Raychaudhuri, 1983
- P. lachniella Das & Chakrabarti, 1989
- P. laricis (Haliday, 1834)
- P. laticeps (Gahan, 1926)
- P. longicauda Chiriac, 1993
- P. luntervalvae Chiriac, 1993

- P. macrogaster (Ashmead, 1891)
- P. maculolachni (Stary, 1960)
- P. malongensis Dong & Wang, 1997
- P. mashobrica Stary & Raychaudhuri, 1982
- P. media Stary, 1966
- P. momicola Watanabe & Takada, 1965
- P. montana Stary, 1966
- P. nigrovaria (Provancher, 1888)
- P. nopporensis Watanabe & Takada, 1965
- P. orientalis Das & Chakrabarti, 1989
- P. pahtonis Pike & Stary, 1996
- P. picta (Haliday, 1834)
- P. pinaphidis (Ashmead, 1891)
- P. pini (Haliday, 1834)
- P. pinicollis (Stary, 1960)
- P. platyclaudi Zhang & Ji, 1992
- P. ponderosae (Muesebeck, 1958)
- P. ponderosaecola Pike & Stary, 1996
- P. procephali (Ashmead, 1889)
- P. prunicola (Halme, 1986)
- P. pseudosilana Samanta & Raychaudhuri, 1984
- P. pseudotsugae Pike & Stary, 1996
- P. rufithorax Stary & Remaudiere, 1982
- P. rugosa Shi, 2001
- P. sachalinensis Davidian, 2007
- P. salignae (Watanabe, 1939)
- P. silana Tremblay, 1969
- P. silvestris (Stary, 1960)
- P. similis Stary, 1966
- P. soranumensis Watanabe & Takada, 1965
- P. spatulata Sedlag & Stary, 1980
- P. szepligetii (Stary, 1960)
- P. taianensis Lu & Ji, 1992
- P. takomaensis (Smith, 1944)
- P. tropicalis Stary & Schlinger, 1967
- P. unilachni (Gahan, 1926)
- P. varigata (Smith, 1944)
- P. xanthothera (Smith, 1944)